# Nobuo Arai
Pour les articles homonymes, voir Arai (homonymie).
Nobuo Arai (新井 信男, Arai Nobuo), né en 1909 et mort le 15 juin 1990, est un nageur japonais ayant remporté une médaille d'argent aux Jeux olympiques de 1928.

## Biographie
Nobuo Arai est champion du Japon sur le 1 500 mètres nage libre en 1925, 1926 et 1927. Il est aussi champion du Japon du 400 mètres nage libre en 1927. Il est donc sélectionné dans l'équipe nationale sur ces distances pour les Jeux olympiques de 1928 à Amsterdam.
Là, il remporte avec le relais japonais la médaille d'argent sur le 4 × 200 mètres en 9 min 41 s 40, après une qualification en séries en arrivant deuxième en 9 min 42 s 60 derrière l'équipe américaine. Il est engagé aussi sur les 400 et 1 500 mètres nage libre. Il réalise 5 min 23 s 40 en séries sur le 400 et se qualifie grâce à sa deuxième place pour les demi-finales, mais il déclare forfait. Sur le 1 500 mètres, il remporte sa série en 21 min 35 s 40 et se qualifie pour les demi-finales. Là, arrivé quatrième, son temps n'est pas enregistré et il n'entre pas en finale.
Il est diplômé en économie et sciences politiques de l'université Waseda.